# Віконт Ґодрич
Титул віконта Ґодрича створювався двічі в історії Великої Британії. Перше створення відбулося в рамках перства Англії в 1706 році на користь Генрі Ґрея, 12-го графа Кентського . Одночасно він був призначений маркізом Кентським, а потім отримав ще одну почесну відзнаку, коли став герцогом Кентським у 1710 році. Всі титули припинили існувати після його смерті в 1740 році. Для отримання додаткової інформації про це створення див. статтю «Герцог Кентський (створення 1710 року)». Друге створення відбулося в рамках перства Сполученого Королівства в 1827 році на користь шановного Ф. Дж. Робінсона, який уже був графом Ріпоном і додатково став віконтом Ґодричем. Робінсон був праправнуком першого герцога Кентського. У 1833 році він був ще раз удостоєний почесної відзнаки, коли став графом Ріпоном. Для отримання додаткової інформації про історію цього створення див. статтю «Маркіз Ріпон».
Назва походить від замку Ґодрич у Герфордширі, що належав графам Кентським.

## Віконти Ґодрич, перше створення (1706)
- див. герцог Кентський (створення 1710 року)

## Віконти Ґодрич, друге створення (1827)
- див. маркізтво Ріпона